# Terushichi Hirai
Pour les articles homonymes, voir Hirai.
Terushichi Hirai (平井 輝七, Hirai Terushichi) (5 décembre 1900-11 décembre 1970) est un des plus importants photographes japonais de la première moitié du XXe siècle.

## Biographie
En tant que photographe amateur, Terushichi Hirai est très actif dans les groupes de photographie, tel que le club de photographie de Naniwa et le club photographique Tampei.
En 1937, il fonde le groupe « Image Avant-Garde » (アヴァンギャルド造影集団, Avant-Garde Zoei Shūdan) avec Gingo Hanawa (花和銀吾) (1894-1957, Yoshio Tarui et Kōrō Honjō.
Il se distingue par ses photographies extrêmement imaginatives, surréalistes et au fort pouvoir d'illusion, utilisant parfaitement les photomontages et peinture de couleur sur impressions. Ses œuvres telles que « Fantaisies de la Lune (月の夢想) » , (1938), « Mode » (モード, Mōdo) et  « Life » (生命, Seimei) (1938) sont uniques et comptent parmi les œuvres les plus importantes de l'histoire de la photographie japonaise avant la Seconde Guerre mondiale.